# The Ultimate Soundtracker
A The Ultimate Soundtracker vagy röviden csak Soundtracker egy eredetileg Amigára kifejlesztett zeneszerkesztő program. A maga nemében úttörő szoftvert a német Karsten Obarski alkotta meg.

## Történet
A Soundtracker alapvetően videójátékok zenei fejlesztőeszközének készült, azonban nagyon hamar laikusok számára is lehetővé tette a programozási tudás nélküli otthoni zeneszerkesztést. A program lehetővé tette a négycsatornás hardveres hangkeverést minden Amigán, de a későbbi változatoktól eltérően korlátozott számú, maximum 15 hangminta/hangszer használatát tette lehetővé dalonként. Az egyes csatornák kiosztása, funkciója is még szigorúan elkülönül egymástól, úgymint: dallam vagy főhangszer (Melody), kísérő hangszer (Accompany), basszus (Bass) és ütőhangszerek (Percussions). A programhoz járt egy hangmintákat (samples) tartalmazó floppy lemez is (ST-01). A program a zeneszámokat assembly parancsok sorozataként is ki tudta menteni.
A Soundtracker 1987 közepén debütált az EAS kiadásában, de üzletileg nem aratott sikert. A programismertetők, kritikák "bonyolultnak", "illogikusnak", "szeszélyesnek" találták az akkor rivaldafényben lévő zeneszerkesztő szoftverekkel szemben, mint például az Aegis' Sonix vagy az EA's Deluxe Music. Ennek ellenére a The Ultimate Soundtracker kvázi szabvánnyá vált az amigás zeneszerkesztésben, miután a szoftver 1.21-es verziójának kódját 1988-ban illegálisan visszafejtették, a lejátszó rutint közzétették. A visszafejtett kódot továbbfejlesztette a holland Exterminator fedőnevű demo programozó és "Soundtracker II" néven kiadta a Jungle Command nevű crackercsapata, szerzőként őt megjelölve. Végeredményben ez alapozta meg a Soundtracker forradalmát, mert ezután többé-kevésbé egymástól függetlenül jelentek meg Soundtracker verziók, melyek villámgyorsan elterjedtek az akkor már virágzó warez-szcénában.
Obarski 1988 folyamán egy ideig folytatta az eredeti program fejlesztését és hibajavításokon túl új eszközöket készített hangminta gyűjtemények (sample disk) készítésére a jogtiszta felhasználóknak. Eközben alkotta meg az azóta is népszerű MOD fájlformátumot, melynek révén egyetlen fájlban lehetett lementeni a hangszereket és a dalt jelképező hexadecimális kódsorozatot. Ez már tényleg kiemelte a programot a programozók szűk köréből és könnyűvé tette a komponált zenék terjesztését.
Az utolsó hivatalos verzió, az Ultimate SoundTracker V2.0 1988 október végén jelent meg az EAS gondozásában. Számos fejlesztést tartalmazott ez a változat az utolsó hivatalos kiadáshoz képest, azonban a warez változatok addigra már funkcionalitásában lekörözték azt.

## Főbb warez kiadások
- 1988	Soundtracker II (Amiga)[6]
- 1989	NoiseTracker (Amiga)[8]
- 1990	Protracker (Amiga)[9]
- 1990	Scream Tracker (MS-DOS)[10]

Megjegyzendő, hogy az akkori warez változatok mindegyike inkompatibilis volt az AmigaOS 2.0-ás változatával, az operációs rendszer 1990-es megjelenésekor, így azokra patcheket kellett kiadni, illetve újabb verziókat megjelentetni. Ez a probléma egyedül az eredeti változatot nem érintette!